# 1. okręg wyborczy w Oregonie
Pierwszy okręg wyborczy w Oregonie – jednomandatowy okręg wyborczy, w którym co dwa lata odbywają się wybory do Izby Reprezentantów Stanów Zjednoczonych. W 2008 roku swoim zasięgiem obejmował północno-wschodnią część stanu Oregon, a dokładniej hrabstwa Clatsop, Columbia, Washington i Yamhill oraz część hrabstwa Multnomah.
Okręg został utworzony po spisie ludności w 1890 roku, gdy stan Oregon zyskał drugiego przedstawiciela w Izbie Reprezentantów. Wcześniej jedynego przedstawiciela stanu Oregon do Izby Reprezentantów Stanów Zjednoczonych wybierano na obszarze całego stanu. Pierwsze wybory w okręgu przeprowadzono jesienią 1892 roku. Od 2012 roku przedstawicielką okręgu w 112. Kongresie Stanów Zjednoczonych jest demokratka, Suzanne Bonamici.

## Chronologiczna lista przedstawicieli
|  | Przedstawiciel           | Data objęcia urzędu | Data opuszczenia urzędu | Partia polityczna    |
|  | ------------------------ | ------------------- | ----------------------- | -------------------- |
|  | Willis Chatman Hawley    | 4 marca 1907        | 3 marca 1933            | Partia Republikańska |
|  | James Wheaton Mott       | 4 marca 1933        | 12 listopada 1945       | Partia Republikańska |
|  | Albin Walter Norblad Jr. | 18 stycznia 1946    | 20 września 1964        | Partia Republikańska |
|  | Wendell Wyatt            | 3 listopada 1964    | 3 stycznia 1975         | Partia Republikańska |
|  | Les AuCoin               | 3 stycznia 1975     | 3 stycznia 1993         | Partia Demokratyczna |
|  | Elizabeth Furse          | 3 stycznia 1993     | 3 stycznia 1999         | Partia Demokratyczna |
|  | David Wu                 | 3 stycznia 1999     | 3 sierpnia 2011         | Partia Demokratyczna |
|  | Suzanne Bonamici         | 31 stycznia 2012    |                         | Partia Demokratyczna |